# Oreocarya crymophila
Oreocarya crymophila är en strävbladig växtart som först beskrevs av Ivan Murray Johnston, och fick sitt nu gällande namn av Jepson och Hoover. Oreocarya crymophila ingår i släktet Oreocarya och familjen strävbladiga växter. Inga underarter finns listade i Catalogue of Life.